# 舞鶴防衛戦隊チャッタマン
舞鶴防衛戦隊チャッタマン（まいづるぼうえいせんたいチャッタマン）は、京都府舞鶴市を中心に活躍しているローカルヒーローである。時には北近畿一円から京都市内まで敵を追っていくことがある。2007年8月に市内のイベントで初めて登場した。
チャッタマンの名前の由来は、舞鶴弁の「ちゃった」（〜なさった）という独特の方言に由来し、命名された。
メンバーは、赤れんがレッド、舞鶴湾ブルー、しだれ桜ピンク、肉じゃがイエロー、万願寺グリーンの5名の構成。それぞれ、舞鶴市の特産品や名所旧跡に由来した命名をされており、舞鶴の平和と自然を守るため戦っている。
これまでに登場した敵は、博士が開発した海水浄化装置を奪い、舞鶴湾を汚すことを画策したオーセン将軍や、日本海を汚すエチゼンクラゲキング、破壊軍曹、アーク将軍などがいる。
舞鶴市のイベントなどでよくショーをやっており、ローカルヒーローの中でも露出は多いが、メンバーが全員そろわないことも多い。

## 登場人物
舞鶴防衛戦隊チャッタマン
- 赤れんがレッド
  - 赤煉瓦倉庫群の魂から誕生した。
  - 普段は消防士をしているらしい。
  - 武器はレッドストリームソード。舞鶴独特の気候から発生する雲の雷を使う。
  - 仲間の力を結集し、チャッタマングレートにパワーアップすることができる。

- 舞鶴湾ブルー
  - 舞鶴湾の魂から誕生した。
  - 普段は漁師をしているらしい。
  - 武器はブルージャベリン。舞鶴湾の澄んだ青い光を使う。

- しだれ桜ピンク
  - 吉田のしだれ桜の魂から誕生した。
  - 普段は庭師（樹木医）をしているらしい。
  - 武器はピンクソーサー。太陽光線をエネルギーに変え使う。

- 肉じゃがイエロー
  - 肉じゃがの魂から誕生した。
  - 普段は料理人をしているらしい。
  - 武器はイエロークロウ。包丁で作った武器を使う。

- 万願寺グリーン
  - 万願寺甘とうの魂から誕生した。
  - 普段は畑仕事をしているらしい。
  - 武器は緑龍剣。自然のパワーを二刀流に籠める。

- 黒のチャッタマン
  - ２０１５年の「舞鶴だるま祭」で登場。

その他のキャラ
- 博士
  - 普段は海の環境を研究していて忙しいらしい。
  - チャッタマンの必殺技「ハイパーチャッタバズーカ―」を作ったらしい

- オーセン将軍
  - 舞鶴を汚す悪い奴。

- オーセン軍団
  - 銀のマスクに、黒ずくめの服装。

- エチゼンクラゲキング
  - オーセン将軍に生み出された巨大エチゼンクラゲのボス。

- 破壊軍曹
  - 黒の革ジャンとジーパンで、巨大な斧を振り回す。

- 邪神アーク
  - マスクも含めて全身黒ずくめで、巨大な剣を振り回す。